# Parámetro de Sommerfeld
El parámetro de Sommerfeld η, llamado así por Arnold Sommerfeld, es una cantidad adimensional utilizada en la astrofísica nuclear para el cálculo de razones de reacción entre dos núcleos y también aparece en la definición del factor S astrofísico. Se define como
{\displaystyle \eta ={\frac {Z_{1}Z_{2}e^{2}}{4\pi \epsilon _{0}\hbar v}}=\alpha Z_{1}Z_{2}{\sqrt {\frac {\mu c^{2}}{2E}}}\ ,}
donde e es la carga elemental, Z1 y Z2 son los números atómicos de dos núclidos, v es la magnitud de la velocidad incidente relativa en el marco del centro de masa,α es la constante de estructura fina, c es la velocidad de la luz, y μ es la masa reducida de los dos núclidos de interés.
Una de sus aplicaciones más conocidas es en el exponente del factor de Gamow P (también conocido como el factor de penetración),
{\displaystyle P=\exp(-2\pi \eta )},
lo que es la probabilidad de que un núclido de onda S penetre la barrera de Coulomb, de acuerdo a la aproximación WKB. Este factor es particularmente útil en la caracterización de la contribución nuclear a secciones transversales de dispersión de nucleones de baja energía (es decir, mediante el factor S astrofísico).
Uno de los primeros artículos en los que apareció el parámetro de Sommerfeld fue publicado en 1967.